# Куролино
Куролино — деревня в Верхнекетском районе Томской области России. Входит в межселенную территорию Верхнекетского района.

## География
Деревня находится в восточной части Томской области, в пределах Кетско-Тымской равнины, на берегах небольшого озера Куролина, на расстоянии примерно 42 километров (по прямой) к северо-западу от рабочего посёлка Белый Яр, административного центра района. Абсолютная высота — 95 метров над уровнем моря.

### Часовой пояс
Деревня Куролино, как и вся Томская область, находится в часовой зоне МСК+4. Смещение применяемого времени относительно UTC составляет +7:00.

## Население
| 2012 | 2013 | 2014 | 2015 | 2016 | 2018 | 2019 |
| ---- | ---- | ---- | ---- | ---- | ---- | ---- |
| 0    | →0   | →0   | ↗1   | ↗2   | →2   | →2   |
| 2020 | 2021 |      |      |      |      |      |
| →2   | ↘0   |      |      |      |      |      |

Национальный состав
Согласно результатам переписи 2002 года, в национальной структуре населения русские составляли 100 %.

## Улицы
Уличная сеть деревни состоит из шести улиц.